# Ankylophon obligatus
Ankylophon obligatus là một loài tò vò trong họ Ichneumonidae.